# Kabinett Chaban-Delmas

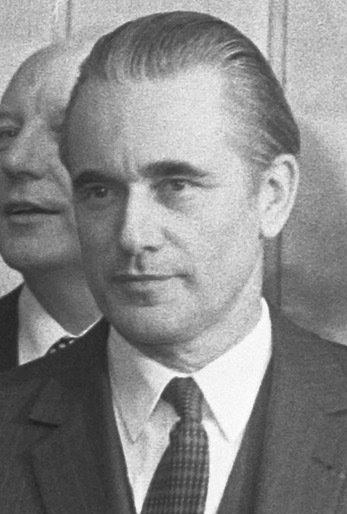
Jacques Chaban-Delmas, 1969

Das Kabinett Chaban-Delmas unter Leitung von Premierminister Jacques Chaban-Delmas wurde am 20. Juni 1969 von Georges Pompidou, der am 15. Juni 1969 zum Präsidenten gewählt worden war, ernannt. Die Regierung befand sich bis zum 5. Juli 1972 im Amt.

## Kabinett

### Minister
Dem Kabinett gehörten folgende Minister an:
| Amt                                                                     | Name                                                              | Beginn der Amtszeit                          | Ende der Amtszeit                           |
| ----------------------------------------------------------------------- | ----------------------------------------------------------------- | -------------------------------------------- | ------------------------------------------- |
| Premierminister                                                         | Jacques Chaban-Delmas                                             | 20. Juni 1969                                | 5. Juli 1972                                |
| Außenminister                                                           | Maurice Schumann                                                  | 20. Juni 1969                                | 5. Juli 1972                                |
| Staatsminister, Minister für nationale Verteidigung                     | Michel Debré                                                      | 20. Juni 1969                                | 5. Juli 1972                                |
| Innenminister                                                           | Raymond Marcellin                                                 | 20. Juni 1969                                | 5. Juli 1972                                |
| Minister für Finanzen und Wirtschaft                                    | Valéry Giscard d’Estaing                                          | 20. Juni 1969                                | 5. Juli 1972                                |
| Minister für industrielle und wissenschaftliche Entwicklung             | François-Xavier Ortoli                                            | 20. Juni 1969                                | 5. Juli 1972                                |
| Minister für Arbeit, Beschäftigung und Bevölkerung                      | Joseph Fontanet                                                   | 20. Juni 1969                                | 5. Juli 1972                                |
| Justizminister, Siegelbewahrer                                          | René Pleven                                                       | 20. Juni 1969                                | 5. Juli 1972                                |
| Minister für nationale Bildung                                          | Olivier Guichard                                                  | 20. Juni 1969                                | 5. Juli 1972                                |
| Minister für Veteranen und Kriegsopfer                                  | Henri Duvillard                                                   | 20. Juni 1969                                | 5. Juli 1972                                |
| Kulturminister                                                          | Edmond Michelet André Bettencourt (kommissarisch) Jacques Duhamel | 20. Juni 1969 9. Oktober 1970 7. Januar 1971 | 9. Oktober 1970 7. Januar 1971 5. Juli 1972 |
| Landwirtschaftsminister                                                 | Jacques Duhamel Michel Cointat                                    | 20. Juni 1969 8. Januar 1971                 | 8. Januar 1971 5. Juli 1972                 |
| Minister für Ausrüstung und Wohnungsbau                                 | Albin Chalandon                                                   | 20. Juni 1969                                | 5. Juli 1972                                |
| Transportminister                                                       | Raymond Mondon Jean Chamant                                       | 20. Juni 1969 8. Januar 1971                 | 31. Dezember 1970 5. Juli 1972              |
| Staatsminister, Minister für die Beziehungen zum Parlament              | Roger Frey                                                        | 20. Juni 1969                                | 7. Januar 1971                              |
| Minister für öffentliche Gesundheit und soziale Sicherheit              | Robert Boulin                                                     | 20. Juni 1969                                | 5. Juli 1972                                |
| Minister für Post und Telekommunikation                                 | Robert Galley                                                     | 20. Juni 1969                                | 5. Juli 1972                                |
| Staatsminister, Minister für Verwaltungsreformen                        | Roger Frey                                                        | 8. Januar 1971                               | 5. Juli 1972                                |
| Staatsminister, Minister für Überseedépartements und Überseeterritorien | Pierre Messmer                                                    | 25. Februar 1971                             | 5. Juli 1972                                |

### Beigeordnete Minister und Staatssekretäre
Dem Kabinett gehören ferner folgende Beigeordnete Minister und Staatssekretäre an:
| Amt | Name                           | Beginn der Amtszeit          | Ende der Amtszeit           |
| --- | ------------------------------ | ---------------------------- | --------------------------- |
| Beigeordneter Minister beim Premierminister für Planung und Raumordnung                                                            | André Bettencourt              | 20. Juni 1969                | 5. Juli 1972                |
| Beigeordneter Minister beim Premierminister für Natur- und Umweltschutz                                                            | Robert Poujade                 | 7. Januar 1971               | 5. Juli 1972                |
| Beigeordneter Minister beim Premierminister für Überseedépartements und Überseeterritorien                                         | Henri Rey                      | 20. Juni 1969                | 25. Februar 1971            |
| Beigeordneter Minister beim Premierminister für die Beziehungen zum Parlament                                                      | Jacques Chirac                 | 7. Januar 1971               | 5. Juli 1972                |
| Staatssekretär beim Premierminister für Beteiligungen und staatliche Interessen                                                    | Léo Hamon                      | 15. Mai 1972                 | 5. Juli 1972                |
| Staatssekretär beim Premierminister für Jugend, Sport und Freizeit                                                                 | Joseph Comiti                  | 1. Juli 1969                 | 5. Juli 1972                |
| Staatssekretär für den öffentlichen Dienst und Verwaltungsreformen Staatssekretär beim Premierminister für den öffentlichen Dienst | Philippe Malaud                | 20. Juni 1969 5. Januar 1971 | 5. Januar 1971 5. Juli 1972 |
| Staatssekretär beim Premierminister                                                                                                | Jacques Baumel                 | 20. Juni 1969                | 5. Juli 1972                |
| Staatssekretär beim Premierminister und Regierungssprecher                                                                         | Jean-Philippe Lecat            | 15. Mai 1972                 | 5. Juli 1972                |
| Staatssekretär beim Beigeordneten Minister für die Beziehungen zum Parlament                                                       | Jean-Louis Tinaud              | 20. Juni 1969                | 5. Juli 1972                |
| Staatssekretär beim Beigeordneten Minister für die Beziehungen zum Parlament                                                       | Jacques Limouzy                | 20. Juni 1969                | 5. Juli 1972                |
| Staatssekretär im Verteidigungsministerium                                                                                         | André Fanton                   | 20. Juni 1969                | 5. Juli 1972                |
| Staatssekretär im Außenministerium                                                                                                 | Yvon Bourges                   | 20. Juni 1969                | 5. Juli 1972                |
| Staatssekretär im Außenministerium                                                                                                 | Jean de Lipkowski              | 20. Juni 1969                | 5. Juli 1972                |
| Staatssekretär im Innenministerium                                                                                                 | André Bord                     | 20. Juni 1969                | 5. Juli 1972                |
| Staatssekretär im Ministerium für Wirtschaft und Finanzen                                                                          | Jacques Chirac Jean Taittinger | 20. Juni 1969 7. Januar 1971 | 7. Januar 1971 5. Juli 1972 |
| Staatssekretär im Ministerium für Wirtschaft und Finanzen                                                                          | Jean Bailly                    | 20. Juni 1969                | 5. Juli 1972                |
| Staatssekretär im Ministerium für nationale Bildung                                                                                | Pierre Billecocq               | 20. Juni 1969                | 5. Juli 1972                |
| Staatssekretär im Ministerium für industrielle und wissenschaftliche Entwicklung                                                   | Gabriel Kaspereit              | 20. Juni 1969                | 5. Juli 1972                |
| Staatssekretär im Ministerium für industrielle und wissenschaftliche Entwicklung                                                   | Bernard Lafay                  | 20. Juni 1969                | 5. Juli 1972                |
| Staatssekretär für Tourismus im Ministerium für Ausrüstung und Wohnungsbau                                                         | Marcel Anthonioz               | 20. Juni 1969                | 5. Juli 1972                |
| Staatssekretär für Wohnungsbau im Ministerium für Ausrüstung und Wohnungsbau                                                       | Robert-André Vivien            | 20. Juni 1969                | 5. Juli 1972                |
| Staatssekretär im Landwirtschaftsministerium                                                                                       | Bernard Pons                   | 20. Juni 1969                | 5. Juli 1972                |
| Staatssekretär im Ministerium für Arbeit, Beschäftigung und Bevölkerung                                                            | Philippe Dechartre             | 20. Juni 1969                | 15. Mai 1972                |
| Staatssekretär im Ministerium für Gesundheit und soziale Sicherheit                                                                | Marie-Madeleine Dienesch       | 20. Juni 1969                | 5. Juli 1972                |